# John Palsgaard Nielsen
John Palsgaard Nielsen (23 november 1945) is een voormalig voetbalscheidsrechter uit Denemarken. Hij leidde wedstrijden in de hoogste afdeling van de Deense voetbalcompetitie, de Superligaen, van 1991 tot 1994. Nielsen maakte zijn debuut op 24 maart 1991 in de competitiewedstrijd Brøndby IF – Ikast FS (2-1).  

## Statistieken
| Seizoen   | Competitie  | Duels | Kaarten    | Kaarten                                    | Kaarten     | Pen. |
| Seizoen   | Competitie  | Duels | Kreeg geel | Kreeg voor de tweede keer geel en dus rood | Weggestuurd | Pen. |
| --------- | ----------- | ----- | ---------- | ------------------------------------------ | ----------- | ---- |
| 1991      | Superligaen | 9     | 17         | 0                                          | 0           | 2    |
| 1991–1992 | Superligaen | 15    | 46         | 1                                          | 0           | 2    |
| 1992–1993 | Superligaen | 12    | 25         | 2                                          | 1           | 3    |
| 1993–1994 | Superligaen | 6     | 14         | 0                                          | 0           | 2    |
| Totaal    | Totaal      | 42    | 102        | 3                                          | 1           | 9    |